# 大蛇潟粂藏
大蛇潟 粂藏（おろちがた くめぞう、1891年4月15日 - 1933年5月15日）は、秋田県能代市出身で錦島部屋に所属した大相撲力士。本名は宮腰 粂藏（のちに錦島姓）。最高位は西関脇。現役時代の体格は175cm、113kg。得意手は左四つ、寄り。

## 来歴
明治時代に幕内力士だった7代錦島に入門し、1905年（明治38年）1月場所に序ノ口から初土俵を踏む。実力は高く18歳2か月で迎えた1909年（明治42年）6月場所に「能代潟」の四股名で十両昇進、翌1910年（明治43年）6月場所、19歳2か月で入幕、師匠の現役時代の四股名だった「大蛇潟」に改めた。当時は年2場所時代で、彼に近いスピードでの若年昇進といえばのちの第33代横綱武藏山が挙がるが、大蛇潟の入幕は武藏山よりも3か月早いものだった。
当時としては大柄の色黒な体で「黒糸縅」のあだ名があり、左を差しての正攻法の相撲を取った。1914年（大正3年）1月場所では初日に大関2代西ノ海を倒すと、3日目には横綱常陸山を寄り切りで破り金星を挙げる活躍を見せ、この場所7勝3敗の好成績で翌6月場所に新三役（関脇）となった。その後も三役から幕内上位で活躍したが足の故障やリウマチに罹るなどして盛りは短く、1919年（大正8年）5月場所、2場所連続全休したのを最後に現役を引退した。
現役中に師匠が没したため、現役中に二枚鑑札で年寄錦島を襲名、そのため1918年（大正7年）からの2年間は「錦島三太夫」の名で土俵に上がった。錦島を名乗る直前の1年は「大響」の四股名で取っていた。先代からの預かり弟子である大蛇山、大関能代潟と2人の幕内最高優勝者を出すなど弟子には恵まれたといえる。なかでも十両時代の四股名を譲った能代潟との師弟愛は有名で、1932年（昭和7年）1月の春秋園事件の際には脱退を勧誘された能代潟が「儂は紙屑拾いをしても師匠を養うのだ」と断った逸話が知られている。この逸話が広まり、『錦島三太夫』の題名で舞台化もされた。温厚、篤実な性格で人望があり、春秋園事件直後に協会取締にも就任したが、翌1933年（昭和8年5月15日）に42歳で没した。

## 主な成績
- 幕内在位：19場所（うち関脇3場所、小結1場所）
- 幕内成績：69勝76敗8分5預32休　勝率.476
- 金星：1個（常陸山）
- 各段優勝：十両1回（1910年1月場所）

### 場所別成績
| 1905年 （明治38年） | 東序ノ口32枚目 –         | 西序ノ口6枚目 –         |
| 1906年 （明治39年） | 東序二段33枚目 –         | 西三段目49枚目 –        |
| 1907年 （明治40年） | 東三段目23枚目 –         | 東幕下43枚目 –          |
| 1908年 （明治41年） | 東幕下27枚目 –           | 西幕下18枚目 –          |
| 1909年 （明治42年） | 西幕下6枚目 –            | 東十両9枚目 2–1 1分1預  |
| 1910年 （明治43年） | 西十両5枚目 優勝 5–1 1分 | 西前頭15枚目 3–4–1 2分  |
| 1911年 （明治44年） | 西前頭11枚目 0–5–4 1分   | 西張出前頭18枚目 5–4–1  |
| 1912年 （明治45年） | 東前頭10枚目 0–3–5 2預   | 西前頭16枚目 6–3 1分    |
| 1913年 （大正2年） | 西前頭4枚目 5–4 1分      | 東前頭筆頭 3–3 3分1預   |
| 1914年 （大正3年） | 東前頭2枚目 7–3 ★        | 西関脇 3–7              |
| 1915年 （大正4年） | 西前頭2枚目 5–5          | 西前頭3枚目 5–3–1 1預   |
| 1916年 （大正5年） | 西小結 4–6               | 西関脇 3–7              |
| 1917年 （大正6年） | 東前頭3枚目 4–6          | 東前頭8枚目 7–3         |
| 1918年 （大正7年） | 西前頭筆頭 3–7           | 西前頭4枚目 6–3 1預     |
| 1919年 （大正8年） | 西関脇 0–0–10            | 西前頭7枚目 引退 0–0–10 |
| 各欄の数字は、「勝ち-負け-休場」を示す。 優勝 引退 休場 十両 幕下 三賞：敢=敢闘賞、殊=殊勲賞、技=技能賞 その他：★=金星 番付階級：幕内 - 十両 - 幕下 - 三段目 - 序二段 - 序ノ口 幕内序列：横綱 - 大関 - 関脇 - 小結 - 前頭（「#数字」は各位内の序列） |                          |                         |

- 幕下以下の地位は小島貞二コレクションの番付実物画像による。